# دانييل بارتون أورثر
دانييل بارتون أورثر (بالإنجليزية: Daniel Oerther)‏ (من مواليد 11 أكتوبر 1972) أستاذ أمريكي في هندسة الصحة البيئية. اشتهر باستخدام تقنيات 16s الريبوسوم المستهدفة في الحمض النووي الريبي للدراسات الأساسية لبيئة البكتيريا في النظم الطبيعية والهندسية، استخدم البحوث المجتمعية التشاركية لإنشاء وتقييم البرامج والسياسات لتحسين الوصول إلى المياة النظيفة والغذاء المغذي وكفاءة الطاقة في المجتمعات النامية  والابتكار في منحة التدريس والتعلم.

## الحياة والتعليم
ولد أورثر في كولومبوس بولاية أوهايو في لويفيل (كنتاكي) وتخرج من مدرسة سانت كزافييه الثانوية. حصل على شهادة البكالوريا في الآداب في العلوم البيولوجية (1995), وشهادة البكالوريس في العلوم في الهندسة البيئية (1995) من جامعة نورث وسترن. حصل على درجة الماجستير في العلوم في الهندسة البيئية (1998) وعلى الدكتوراه (2002)من جامعة إلينوي. أكمل التدريب بعد الدكتوراه في علم البيئة الميكروبية في مختبر الأحياء البحرية، والصحة البيئية في جامعة سينسيناتي، والصحة العامة في جامعة جونز هوبكنز، والإدارة العامة في جامعة إنديانا.

## التوظيف

### جامعة سينسيناتي
من عام 2000 إلى عام 2009, كان أورثر عضواً في هيئة التدريس بجامعة سينسيناتي حيث شغل منصب رئيس قسم الهندسة المدنية والبيئية. في جامعة سينسيناتي، أسس مركز أوهايو للتميز في الطاقة المتقدمة: الحفاظ على البيئة الحضرية، أنشأ منظمة على نطاق الحرم الجامعي في الاستدامة،  وأسس منظمة محلية للطلاب من مهندسي بلا حدود. 

### جامعة ميسوري للعلوم والتكنولوجيا
في عام 2010, التحق أورثر بكلية جامعة ميسوري للعلوم والتكنولوجيا كرئيس لجامعة جونسون وسوزان ماثيس للهندسة.  في ميسوري قام بتطوير قرية من الطاقة الشمسية، أنشأ برنامج مختبر الدبلوماسية في الحرم الجامعي،  وقاد الطلاب للدراسة في الخارج إلى الهند  والبرازيل  عمل لمدة سنتين على الأقل في منصب سكرتير كلية الدراسات العليا في العلوم والتكنولوجيا.

### الولايات المتحدة قسم الولاية
في عام 2005 كان أورثر باحثاً في برنامج فولبرايت-نهرو في المعهد الهندي للعلوم، وباحث فولبرايت باي في أكاديمية مانيبال للتعليم العالي في الهند. في عام 2012
, في عام 2019, باحث في برنامج فولبرايت في كلية كينجز كوليدج في لندن، المملكة المتحدة. من 2016-2021 , تم ادراج اورثر في قائمة برنامج فولبرايت.
من 2014-2019, كان أورثر زميلاً في جيفرسون للعلوم مع وزارة خارجية الولايات المتحدة في مكتب وزير الأمن الغذائي العالمي حيث يدعم مبادرة إطعام المستقبل وقانون الأمن الغذائي العالمي لعام 2016.  تعيينه كموظف الشؤون الخارجية وتشمل مسؤولياته تقديم مشورة الخبراء بشأن السياسة الزراعية. في عام 2015, حصل على جائزة
جائزة شرف جدارة عن عمله في "منتج تأمين مبتكر – منطقة المحيطات الكاريبية واستدامة تربية الأحياء المائية" COAST"

 .
كان أورثر عضواً في وفد الولايات المتحدة إلى الؤتمر الدولي الثاني للتغذية في مقر منظمة الأغذية والزراعة للأمم المتحدة في روما، إيطاليا   أطلاق شبكة النمو الأزرق في سانت جورج، غرينادا، المؤتمر الثاني للمحيط في فالبارايسو، تسيلي،  والدورة 43 العامة للجنة الأمن الغذائي العالمي في روما، إيطاليا. كما كان مندوباً في ندوة التبادل الدولي المواضيعي للخريجين لعام 2017) خريجين TIES), «الحدود الجديدة للصحة العالمية»  في مركز السيطرة على الامراض والقمة العالمية لريادة الأعمال 2017 في الهند 

### مناصب أخرى
اورثر هو محرر مشارك في مجلة أبحاث البيئة المائية، التي نشرها اتحاد بيئبة المياه،  و محرر مشارك التي نشرتها الجمعية الأمريكية للمنهدسين المدنيين 
انتخب لعضوية مجلس إدارة رابطة أساتذة الهندسة والعلوم البيئية (2007-2010), ومجلس أمناء الأكاديمية  الأمريكية لمهندسي وعلماء البيئة (2013-2021).
أورثر أستاذ زائر في معهد العلوم والتكنولوجيا للدراسات المتقدمة والبحوث، غوجارات، الهند. أستاذ مساعد في كلية علوم الحياة، جامعة مانيبال في ولاية كارناتاكا، الهند.ومستشار في مصر.

## الأنشطة العلمية

### التكنولوجيا الحيوية البيئية
اورثر هو جزء من فريق متنوع من أعضاء هيئة التدريس الرائدين في مجال التكنولوجيا الحيوية البيئبة-حيث يتم استخدام تقنيات 16S الريبوسوم المستهدفة من الحمض النووي الريبي وعلم الجينوم الميكروبي لتعزيز الفهم الأساسي للبيئة في النظم الهندسية والطبيعية المستخدمة من قبل المهندسين والعلماء البيئيين لمعالجة المياه والتربة والغازات  وشملت مساهماته:
- توصيات لتحسين الأداء الموثوق للنمو المعلق، والهوائية وأنظمة معالجة مياه الطرف الصحي بسبب تصريفات الملوثات الصناعية [33]
- توصيات لتقليل المراحل المبكرة من الوقود الحيوي للأغشية في المفاعلات الحيوية الغشائية الهوائية المغمورة [34]
- تطوير طرق لتحديد أصل التلوث الميكروبيولوجي من النفايات البرازية التي يتم تصريفها إلى المستنقعات المائية [35]

### الصحة البيئية المهنية
يقود اورثر فرق من المهندسين والممرضين وغيرهم من المتخصصين في الرعاية الصحية لتوفير مياة الشرب النظيفة والاغذية المغذية للمجتمعات النامية في جميع أنحاء العالم. شملت مساهماته:
- تكييف نمذجة المعادلة الهيكلية لتقييم أسباب مرض الإسهال في ريف غواتيمالا والريف البرازيلي [36] البرازيل[37]

- دراسات أساسية عن المحددات البيئية للتقزم في الطفولة بما في ذلك التفاعل بين التلوث الجرثومي لمياه الشرب وتلوث الأفلاتوكسين من الذرة[38]

### منحة التدريس والتعلم
يدمج اورثر متحوى الدورة والمناهج التربوية من مجالات متنوعة لتحسين تعلم الطلاب في الهندسة والعلوم البيئية.
و شملت مساهماته:
- إنشاء ونشر دورة جديدة لتدريس مهارات البيولوجيا الجزئية للهندسين من خلال أنشطة مخبرية عملية دون معرفة مسبقة بالبيولوجيا.[39]

- تطوير دورة جديدة لتدريس دبلوماسية العلوم.[40]

## الجوائز
أورثر هو زميل الاكاديمية الأمريكية للتمريض (2016) الجمعية الملكية للفنون (2017) الجمعية الملكية للصحة العامة (2017) جمعية مهندسي البيئة في المملكة المتحدة (2018) معهد تشارترد للصحة البيئية (2018)  وأكاديمية تعليم التمريض التابعة للرابطة الوطنية للتمريض (2018).
حصل اورثر على جائزة الشرف للابحاث الجامعية لعام 2009 من الاكاديمية الأمريكية للمهندسين البيئيين والعلماء من اجل «تحسين نوعية المياه في شمال غرب تنزانيا» وجائزة لتحسين نوعية المياه في Ixcan  في عام 2016 وجائزة الهندسة البيئية وعلوم التعليم (2014) وجائزة ستانلي أي كابي (2018) 
في عام 2004 حصل على جائزة المساهمة المتميزة في الهندسة البيئية والتعليم العلمي من جمعية أساتذة الهندسة والعلوم البيئية
وجائزة ستيفن ك.دانتل\AEESP للتواصل العالمي في عام 2015 
في عام 2017 حصل اورثر على ميدالية فريدريك جورج بولاند  من مؤسسة العلوم والهندسة البيئية وفي عام 2018 حصل على جائزة الدكتور جون  من الجمعية الأمريكيو لاعمال المياه وأفضل جائزة بيئية مبتكرة.
جائزة الحلول الصحية  من معهد تشارترد للصحة البيئية.
تقديراً لتعاونه مع الممرضات وغيرهم من المهنيين الصحيين قامت جمعية الشرف للتمريض سيجما ثيتا تاو الدولية بتوظيف اورثر كممرض شرف مدى الحياة في عام 2011.

## الروابط الخارجية
- Google Scholar
- Wikimedia Commons